# Ancylotropis
Ancylotropis es un género de plantas con flores perteneciente a la familia  Polygalaceae.  Comprende 2 especies descritas y aceptadas.

## Taxonomía
El género fue descrito por Bente Eriksen  y publicado en Plant Systematics and Evolution 186(1–2): 48. 1993.  La especie tipo es: Ancylotropis insignis (A.W.Benn.) B.Eriksen		

## Especies aceptadas
A continuación se brinda un listado de las especies del género Ancylotropis aceptadas hasta mayo de 2014, ordenadas alfabéticamente. Para cada una se indica el nombre binomial seguido del autor, abreviado según las convenciones y usos. 
- Ancylotropis insignis (A.W.Benn.) B.Eriksen
- Ancylotropis malmeana (Chodat) B.Eriksen